# 古今亭志ん橋 (7代目)
七代目 古今亭 志ん橋（ここんてい しんきょう、1984年10月2日 - ）は、落語協会に所属する落語家。本名∶深山 景介。

## 経歴
千葉県柏市出身。千葉県立我孫子高等学校を経て、法政大学文学部哲学科卒業。落語家になる前は日比谷図書館で司書を目指して働いていた。
2009年4月に六代目古今亭志ん橋に入門、11月に前座となる。前座名は「きょう介」を名乗る。
2014年6月11日に柳家花ごめ、春風亭朝之助、古今亭始と共に二ツ目昇進し、「志ん松」と改名。
2024年9月下席より、柳家花ごめ、春風亭朝之助改メ春風亭梅朝、古今亭始改メ古今亭伝輔と共に真打に昇進することが、2023年10月1日に発表された。その直後の同年10月8日、師匠の志ん橋が死去した。
2024年1月に兄弟子の三代目古今亭志ん丸門下に移籍。また、真打昇進とともに亡き師の名跡である「志ん橋」を七代目として襲名する事を自身のYouTube配信で発表した。
2024年9月下席より真打に昇進し、七代目古今亭志ん橋を襲名した。

## 芸歴
- 2009年
  - 4月 - 六代目古今亭志ん橋に入門[1]。
  - 11月 - 前座となる、前座名は「きょう介」[1]。
- 2014年6月 - 二ツ目昇進、「志ん松」と改名[1]。
- 2024年1月 - 師匠の死去に伴い、三代目古今亭志ん丸門下へ移籍。
- 2024年9月 - 真打昇進、七代目古今亭志ん橋を襲名。

## 出囃子
1. 禅（古今亭志ん松）
2. 大拍子（七代目古今亭志ん橋）

## 人物
師匠・六代目志ん橋の新車をぶつけたことがある。
「志ん松」の名は兄弟子の古今亭朝太改め古今亭志ん陽の名乗り案（前座名が「古今亭朝松」だったことから）だったが、志ん陽本人が断った。

## 活動
前座時代より、地域寄席「井の頭deらくご会」にレギュラー出演。
二ツ目に昇進してからは、勉強会を開始。隔月開催で古典持ちネタ5年で100席を目指す「古今亭志ん松落語会」を軸に、同期4人で切磋琢磨の「同期の秘め事」や、林家なな子との二人会「松子会」などを開催。
昨今のコロナ禍で、古今亭一門の先輩1名をゲストに迎えてお送りするテレワーク落語「古今亭を知ってもらおう」を古今亭始（現：古今亭伝輔）と配信。